# «Чудотворець» із Бірюльова
«„Чудотво́рець“ із Бірюльо́ва» (рос. «„Чудотворец“ из Бирюлёва») — радянський художній короткометражний чорно-білий фільм 1958 року, знятий на кіностудії «Центрнаукфільм».

## Сюжет
Дружина відповідального працівника Зоя Федорівна на примірці сукні у кравчині скаржиться їй на свої «хвороби», і та радить їй звернутися до відомого чудотворця, що живе в Бірюльово. Зоя Федорівна їде до чудотворця, де застає чергу людей, що чекають «старця», і всім він прописує ліки — горілка і молитва з хлібом. Зоя Федорівна починає «відчувати себе краще» після такого лікування, і розповідає про чудотворця всім знайомим, серед яких Іван Іванович Легковірний, товариш по службі її чоловіка. Він теж відвідує «чудотворця» і починає вживати «ліки», але алкоголь при його здоров'ї протипоказаний, і хворий з інсультом потрапляє в лікарню. Над шарлатаном, який своїм «лікуванням» мало не вбив людину, йде суд, де з'ясовується, що це ціла мережа шахраїв, і кравчиня, яка була «закликальником», одержувала за кожного «клієнта» по 25 карбованців.

## У ролях
- Олексій Грибов — Парамонов, «старець-чудотворець»
- Ольга Вікландт — Зоя Федорівна
- Михайло Названов — Микола Олександрович, її чоловік
- Сергій Вечеслов — Іван Іванович Легковірний
- Олена Максимова — Манефа
- Тетяна Панкова — кравчиня
- Георгій Віцин — алкаш
- Валентина Ушакова — епізод
- Іраїда Солдатова — молочниця

## Знімальна група
- Режисер — Борис Епштейн
- Сценаристи — Яків Хромченко, Натан Шиллер
- Оператор — Яків Діхтер
- Художник — Яків Фельдман